# Зеллер, Флориан
Флориа́н Зелле́р (фр. Florian Zeller; род. 28 июня 1979, Париж) — французский писатель, драматург, сценарист, режиссёр. Лауреат премий «Оскар», BAFTA и «Спутник» за адаптированный сценарий к своему режиссёрскому дебюту «Отец». Также номинировался на премию Лоренса Оливье, «Тони» и «Золотой глобус».

## Биография
Флориан Зеллер родился 28 июня 1979 года в Париже. Окончил парижский Институт политических исследований, впоследствии там же преподавал литературу. Свой первый роман, «Искусственный снег» (фр. Neiges artificielles), опубликовал в 22 года, получив за него премию фонда Hachette. Последующие романы, «Les Amants du n’importe quoi» (2003) и «La Fascination du pire» (2004) были отмечены премией Фонда принца Пьера и премией «Интералье» соответственно.
В дальнейшем Зеллер обратился преимущественно к драматургии и быстро достиг успеха на этом поприще. Его пьесы переведены на многие языки и пользуются популярностью не только во Франции, но и за её пределами. Наибольшую известность получила пьеса «Отец» (фр. Le Père), награждённая рядом французских и зарубежных театральных премий и идущая во многих театрах мира. В 2016 году The Guardian назвала Зеллера «самым ярким молодым драматургом нашего времени».
В 2020 году состоялась премьера фильма Зеллера «Отец». В 2021 году началась работа над второй картиной, «Сын».

## Личная жизнь
Флориан Зеллер женат на актрисе Марин Дельтерм. У них есть сын Роман, который родился в 2008 году.

## Публикации на русском языке
- Флориан Зеллер. Наслаждение. — Москва: Эксмо, 2015. — 252 с.
- Флориан Зеллер. Случайные связи. — М.: Флюид, 2004. — 155 с.